# Гарсиа, Андрей Николаевич
Андре́й Никола́евич Гарси́а (20 октября 1962, пос. Октябрьский, Ильинский район, Пермская область — 28 июля 2011, Пермь) —  российский музыкант, режиссёр и актёр, поэт.
Руководитель маргинальной группы «Пагода», участник групп «ДОМ», «Песенная артель», актёр театров «У Моста», «Театр-Театр», режиссёр театров «Отражение», «Другой театр».

## Биография
Мать Андрея, Мария дель Росарио Гарсиа Иглесиас, была привезена в Россию 1939 году ребёнком в числе других детей испанских коммунистов (это был акт помощи советского правительства республиканской Испании), спасаясь от фашистского режима диктатора Франко. Отец, Николай Александрович Матросов, художник, во время Великой Отечественной войны служил в пехоте и в кавалерии в звании сержанта, был награждён медалями и орденом, два раза побывал в плену, и в 1945 году получил десять лет лагерей при продолжении службы в Западной Украине уже после победы.
Родился в пос. Октябрьский Ильинского района Пермской области. Затем семья переехала в Добрянку, где он в 1979 году окончил школу. Одновременно учился в музыкальной школе по классу баяна и участвовал в группе в добрянском Доме пионеров в качестве клавишника; параллельно пел и играл на клавишных в школьной группе; в последний год школы им доверяли выступать на городской танцплощадке.
1980-1981 — учёба на филологическом факультете Пермского университета. Активно занимался в студклубе университета, где познакомился с актрисой ТЮЗа А. А. Стреляевой Архивная копия от 9 августа 2017 на Wayback Machine, благодаря чему заинтересовался театром и позже поехал получать театральное образование в Ленинград.
В 1982 году перенес инфекционный гепатит, ушёл в академический отпуск, во время которого работал инструктором в Добрянском райкоме комсомола.
1983-1984 годы — студент Ленинградского государственного института театра, музыки и кинематографии (учился вместе с Сергеем Селиным, Юрием Гальцевым, Геннадием Ветровым), откуда был исключён с формулировкой «Отчислен за самовольное прекращение занятий».
1984-1986 годы — служба в армии (Пермь); он был переведён в солдатский эстрадный ансамбль Управления МВД СССР по Уралу. По окончании службы восстановился на филологическом факультете Пермского университета (за несколько лет учёбы удалось доучиться лишь до второго курса). Кроме того, в 1982, а также в 1986-1987 годах он с Сергеем Бердышевым, Владимиром Ефимовым, Еленой Олонцевой, Ильдаром Маматовым, Ольгой Лавровой играл в музыкальной группе «111» (названной по имени аудитории в корпусе № 5 университета).
Также в этот период он ездил в Добрянку, где, в качестве клавишника и вокалиста, стал одним из основателей местной хеви-метал-группы «Катарсис» (1986—1989). После того, как он пережил увлечение этим стилем, у него возникает идея создать группу нового типа.
В 1988 году им был собран первый состав культовой пермской группы «Пагода» (название своё коллектив получил в 1989 году). Основным ядром группы до конца её существования были Андрей Гарсиа, Дмитрий Анапов, Александр Мехоношин, Елена Погибалкина, Михаил (Мишель) Штанько. Группа выступала на этнических фестивалях, концертировала в Москве, Саратове, Пензе, Кемерово и т. д. После гибели Михаила Штанько в 1995 году деятельность группы резко пошла на спад; непрерывных репетиций и выступлений больше не было, хотя были периодические всплески активности и даже гастрольные поездки.
В конце 1980-х он поступил в Москве на заочное отделение Высшего театрального училища имени Б. В. Щукина на режиссёрский курс и проучился там практически до конца, но не стал защищать диплом.
Войдя в состав театра «Отражение» при студклубе Пермского университета, вместе с Вадимом Осипенковым А. Гарсиа поставил в 1989 году спектакль «Антигона». С этой постановкой театр выступал в Москве, Санкт-Петербурге, в Финляндии; 1993 году их в первых из России пригласили на Всемирный фестиваль любительских театров (Festival Mondial du Théâtre Amateur) в Монте-Карло. Начиная с постановки «Антигоны», А. Гарсиа, привлекая «Пагоду», делал во всех спектаклях «Отражения» музыкальную ткань. С «Антигоны» до «Песни странствий» («Митиюки») Андрей — сорежиссёр Вадима Осипенкова.
В 1997-2001 годах — режиссёр «Другого театра». Пьесы, созданные или задуманные при его участии в театре «Отражение», перешли в «Другой театр» («Антигона», «Любовь дона Перлимплина», «Время чатхов»).
В 1998 году театр получил гран-при областного конкурса «Волшебная кулиса» в номинации «Лучший спектакль».
В 1998 году по приглашению австрийского посольства «Другой театр» играл пьесу А. Гарсиа «Менуэт для двух женщин с оркестром» в Москве. Там он познакомился с поэтессой Елизаветой Мнацакановой.
С 2002 по 2005 год — в качестве актёра и режиссёра работал в театре «У Моста».
В разные годы был артистом нескольких пермских театров, в том числе, в 1996—1998 и 2002—2005 годы — «Камерного театра».
С 2005 по 2011 год играл в пермском Театре-Театре, куда попал по приглашению Бориса Мильграма.
В конце 1990-х играл с основателем пермского фестиваля «Rock-Line» Олегом Новосёловым в группе «ДОМ» , а также выступал с сольными проектами.
Скончался на 49-м году жизни 28 июля 2011 года после обострения цирроза печени.

## Театральное творчество
А. Гарсиа выступал в качестве актёра, а также — режиссёра, автора музыки различных театральных постановок.
О влиянии А. Гарсиа на собственное творчество говорил Евгений Гришковец, бывший его другом и коллегой:
Я придавал огромное значение музыкальной составляющей спектаклей после знакомства с Андреем и «Пагодой». В результате спектакль «Осада» вышел без фонограммы и с живой музыкой. В основу той музыки легли народные болгарские и турецкие песни. Конечно же это было под огромным влиянием Андрея. До сих пор в МХТ имени Чехова, где идёт спектакль «Осада» вы можете услышать дальние-дальние отголоски «Пагоды».
Исключительно из знакомства с Андреем я приобрёл мечту когда-нибудь самому что-то исполнить под музыку. И эта мечта самым причудливым образом воплотилась в моём альянсе с группой «Бигуди»…

Динамичную, противоречивую творческую натуру А. Гарсиа следующим образом описывает журналист, общественный деятель Р. Юшков:
Музыкальный и театральный до мозга костей, он был, соответственно, подвижен как воздух и противоречив как ветер. Великое и великодушное сплеталось в нём с неожиданно мелковатым, эпически царственное — с карикатурно опереточным...  Сегодня он повелевает зрительскими залами, и авторитетные столичные критики уважительно осведомляются об особенностях его постановочной манеры и музыкального жанра. А назавтра, всё забыв, потеряв, сорвав все железные обязательства, не приняв перспективных предложений, пропустив важные звонки и не явившись на ключевые встречи, Андрей с гитарой и брошенной шапкой на площади у колхозного рынка поёт, играет и танцует фламенко для местных бродяг и ошарашенных прохожих. Я не знаю другого такого человека, который бы так легко расточал и расшвыривал те обильные дары, что преподносила ему фортуна, ни капли, кажется, не сожалея и не томясь этими потерями. Казалось, жизнь наказывала его за это. А он раз за разом между благами, что другие кропотливо стяжали впрок, пускай и на самую вечность, и трескучими радостями бушующего мига неизменно выбирал вторые.

Мимолётный трепещущий миг любил его и одаривал всё новыми радостями...

#### Актёр
- 2011 — «МИгрировала СОЛЬ на СИцилию РЕгистрировать ФАмилию» по пьесе Тома Стоппарда «Every Good Boy Deserves Favour».
- «Нельская башня» А. Дюма (Пермский театр драмы) — Орсини.
- «Бесприданница» А. Н. Островского (Пермский театр драмы) — Илья-цыган.
- «Изображая жертву» братьев Прясняковых — Отец Вали.
- «Всё как в сказке» — Соловей-разбойник.
- 2009 — «Жизнь Человека» (Пермский театр драмы).
- 2006 — «Доктор Живаго» по роману Б. Пастернака (Пермский театр драмы) — Поэт.
- «Дульсинея Тобосская» А. М. Володина — Поклонник.
- «Снежная королева» Е. Л. Шварца — Ворон.
- 2006 — «Варвары» (Пермский театр драмы).
- «Гамлет» (Пермский театр драмы).
- 2006? — Фантомас (Пермский театр драмы).
- 2005 — «Владимирская площадь» по роману Ф. М. Достоевского (Пермский театр драмы) — Смитт .
- 2005 — «Чайка» А. П. Чехова (Пермский театр драмы),
- Бременские музыканты.
- 1991 — «Митиюки». Дзэами Мотокиё, Каннами Киецугу[10].
- 1988 — «Когда пройдет пять лет» Федерико Гарсиа Лорки (театр «Отражение») — Второй друг.

#### Режиссёр
- 1989, 1998 — «Антигона» (театр «Отражение», «Другой театр»).
- 1996 — «Любовь дона Перлимплина» (театр «Отражение», затем — «Другой театр»).
- 1998 — «Менуэт для двух женщин с оркестром» («Другой театр»).
- 2000 — «Время чатхов» («Другой театр»).
- 2005 — «Чайка» А. П. Чехова (У Моста)[11].
- 2002 — «Дом Бернарды Альбы» Федерико Гарсиа Лорки (У Моста)[11][12][13].
- 2010 — «Слово о полку Игореве» (на языке оригинала, при участии студентов ПГИИК актёрского курса Б. Мильграма).
- 2010 — «Гробница Комати»[14][15].

## Музыкальное творчество
Музыка группы «Пагода», возглавляемой А. Гарсиа, оставила ощутимый след в культурной жизни Перми. Впечатления от этой музыки остались у многих его современников.
Уральский писатель Дмитрий Скирюк вспоминал:
В начале 90-х он ...собрал этнический нью-эйджевый ансамбль, едва ли не первый такой в России, и уж точно первый на Урале. Их выступления — это было нечто запредельное. Они играли странную, лунатическую музыку, практически без примочек, на акустических инструментах, очень необычную. До сих пор помню их знаковые песни — "Пагода", "Стеклянная клетка", "Танго", "Раковина" с долгими вокальными импровизациями и эхо-эффектами, "Словацкий танец", и совершенно крышесносную "Молитву о дожде". Андрей на сцене был неподражаем - настоящий шаман. Они сплели собственное персональное музыкальное пространство на грани между этникой, нью-эйджем, джазом и пост-роком.
Музыкой «Пагоды» восхищался известный театральный режиссёр и актёр Евгений Гришковец:
«Пагода» же играла что-то фантастическое. Она играла музыку несуществующих народов с несуществующих островов. Берусь утверждать, что так у нас в стране не играл никто. В их музыке не было ничего от претензий и зауми обчитавшихся Блаватской бледнолицых мракобесов. В них не было многозначительности и бессмысленной таинственности фанатов всего индийского или псевдопросветления рерихнутых сектантов. В них не было намёка на какие-то особые, мистические знания и потаённые витиеватые смыслы, для познания которых нужно было несколько лет читать мантры. Они просто были пермскими ребятами, которые умели фантазировать и не претендовали на звание профессиональных музыкантов. Виолончель, цимбалы, перкуссия, флейты, гитара, контрабас и голоса!!! И этого было достаточно, чтобы в Перми создать ощущение того, что музыка эта рождается не на берегах Камы, а на берегу неведомого моря.